# 赤草站
赤草站是广州地铁14号线的一座高架车站，位於中國廣東省廣州市从化区105国道（广从北路）赤草村段。车站于2018年12月28日随14號線一期通车而启用。
本站與位於附近的邓村車輛段接軌。

## 車站結構

### 车站楼层
本站共有三层，地面为設備層，车站附近为105國道（广从北路）、逸泉山庄以及其他建筑，地上二層為站廳層，地上三层為月台層。
| 地下二层 | 4 站台   | █14号线 嘉禾望岗方向（下站：神岗）                       |  |  |
|          | 岛式站台 |                                                          |  |  |
|          | 2 站台   | █14号线 嘉禾望岗方向（下站：神岗）                       |  |  |
|          | 1 站台   | █14号线 东风方向（下站：从化客运站）                     |  |  |
|          | 岛式站台 |                                                          |  |  |
|          | 3 站台   | █14号线 东风方向（下站：从化客运站）                     |  |  |
| 地上二层 | 站厅     | 售票機、客服中心、商店、警务室、安检设施、卫生间、母婴室 |  |  |
| 地面     | 出入口   | 设备房、市政设施                                         |  |  |

### 站厅

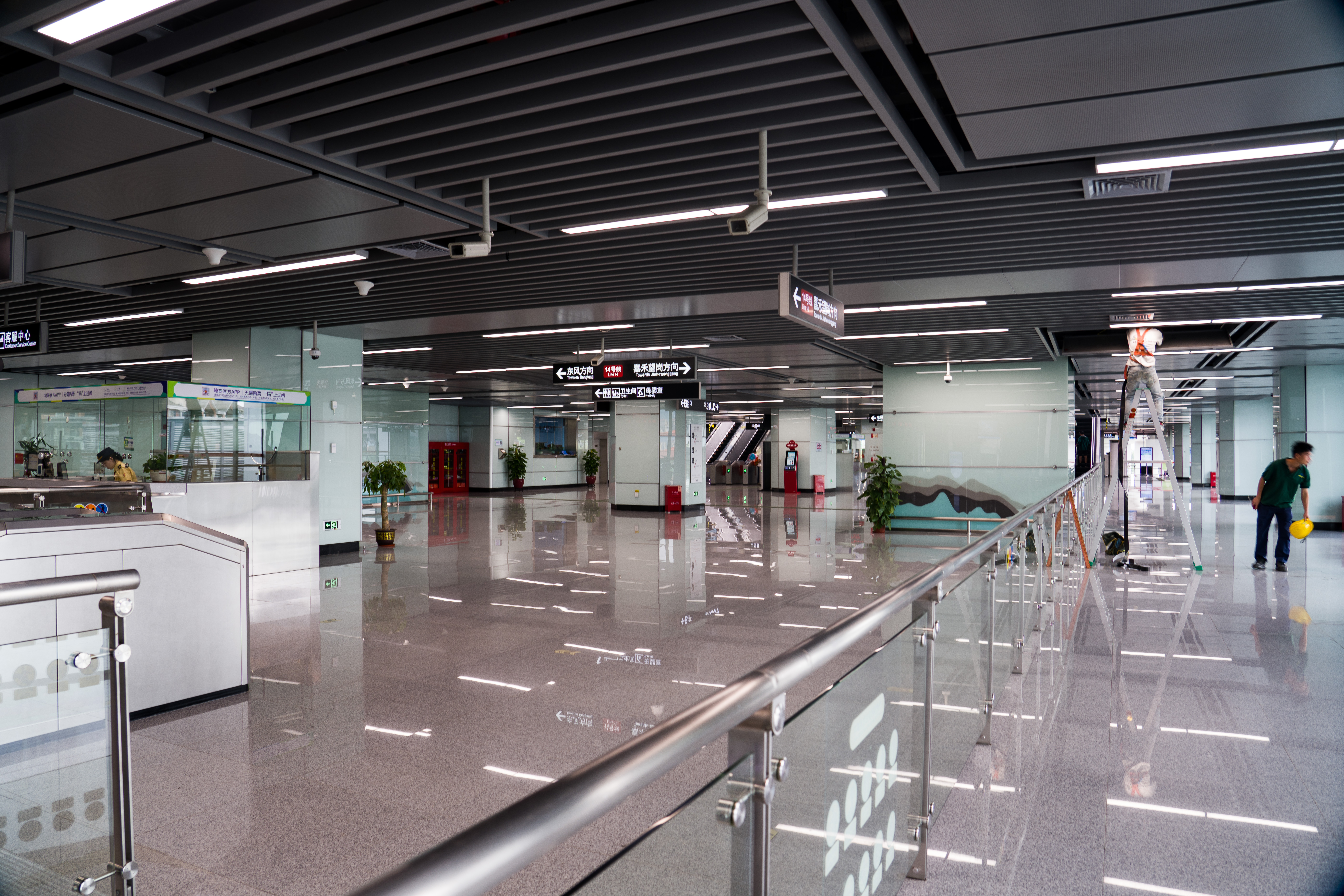
站厅

赤草站站厅設有售票機及客務中心；亦设有自动售卖机和自动售卡/充值机等自助服务设施。
为方便行人进出，赤草站站厅中部偏南侧被划分为收费区，收费区内各自设有三條扶手电梯、兩組楼梯和一台专用电梯供乘客前往不同方向的月台。
另外，本站的卫生间及母婴室均设于站厅付费区内南侧。

### 月台

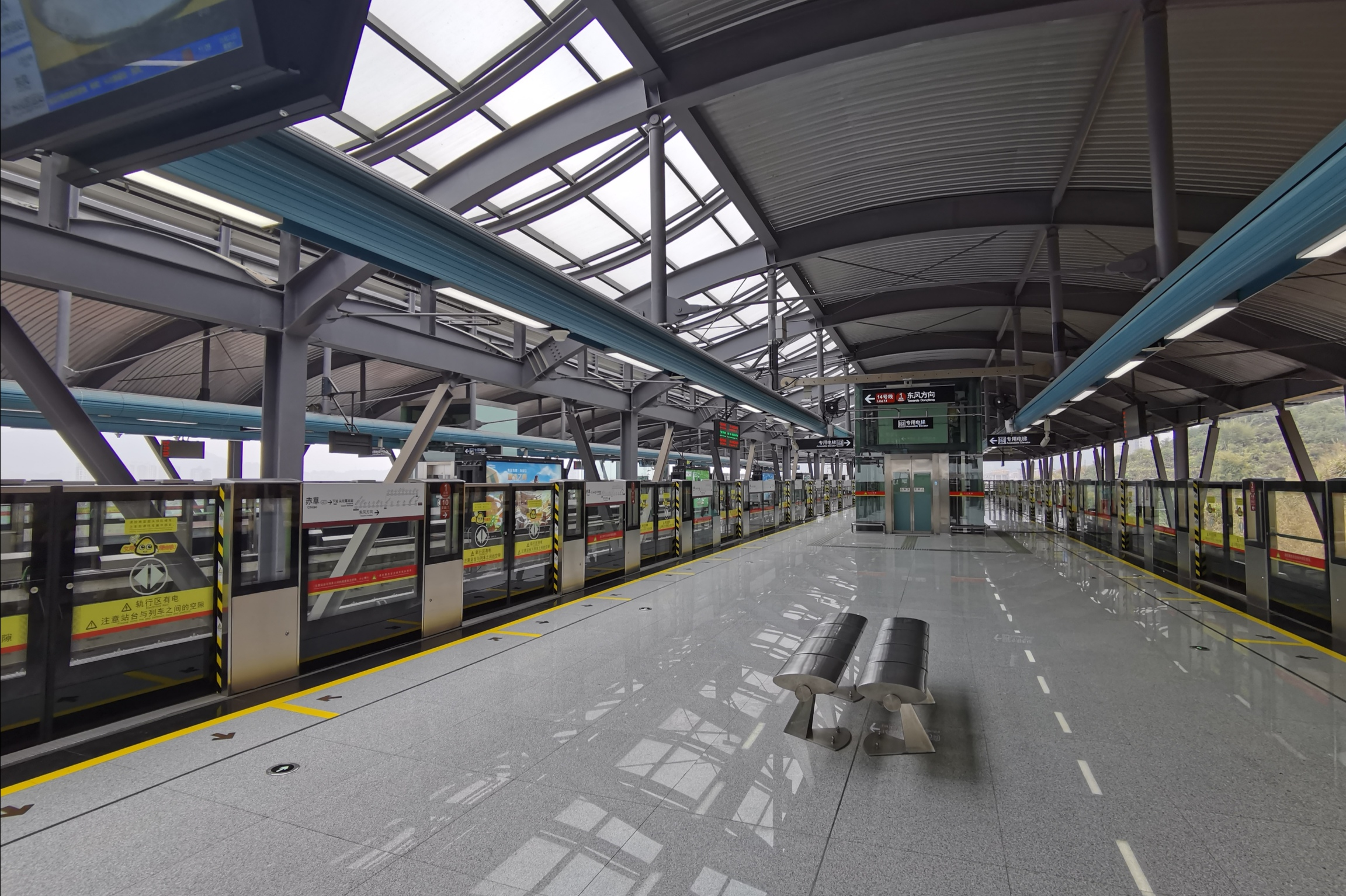
1号月台

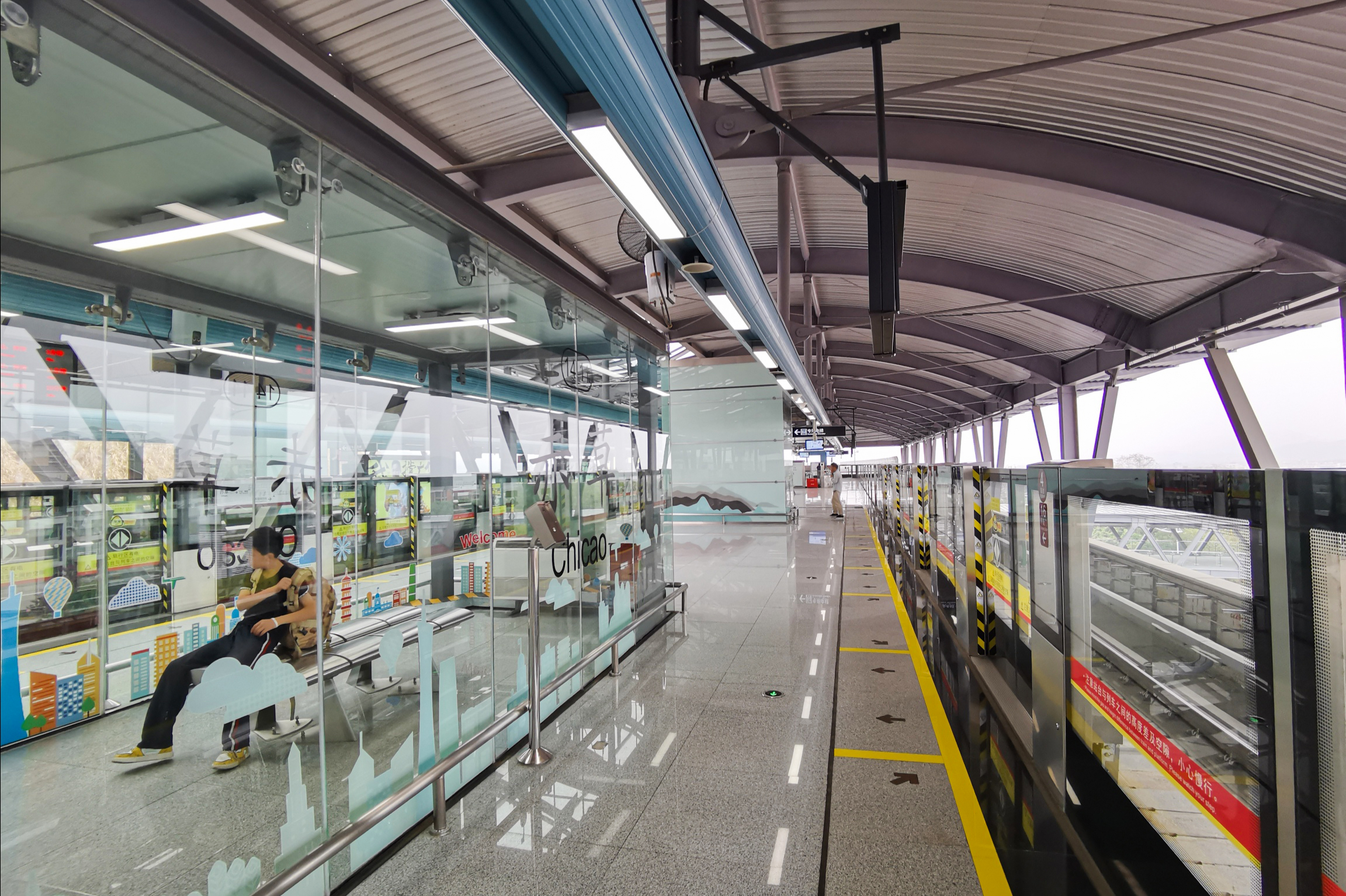
4号月台

赤草站在105國道南側的上空设有两个並排的岛式月台。
本站作為14號線的快慢車越行站，因此設有四條路軌。外側兩條路軌亦延長進入鄧村車輛段，作為出入段線。但14號線首期開通至今，因列車班次尚未加密，所有列車均會經內側的的1號及2號站台停靠，或越行過站。故现时外侧的两个站台暂作備用站台，在車站開通初期更未能获得站台编号，直到2020年4月才分別獲編為3號及4號月台。
另外，本站往东风方向一端其正线处设有一条交叉渡线；同时两条正线及两条出入段线均各自设有一条交叉渡线，列车可使用這些渡线往返邓村車輛段。

### 出入口
赤草站目前设有3个出入口供乘客进出车站。
|                                           |                                                       |      |          |                              |
| 編號                                      | 设施                                                  | 照片 | 出口指示 | 建議前往的目的地             |
| A                                         | 盲道标志 · 升降机标志 · 无障碍通道标志 · 扶手电梯标志 |      | 廣從北路 | 地鐵赤草站公交車站（東北行） |
| B                                         | 无障碍通道标志 · 扶手电梯标志                         |      | 廣從北路 |                              |
| C                                         | 盲道标志 · 升降机标志 · 无障碍通道标志 · 扶手电梯标志 |      | 廣從北路 | 地鐵赤草站公交車站（西南行） |
| 註： 設有 \| 設有 \| 設有 \| 設有扶手電梯 |                                                       |      |          |                              |

## 接驳交通
| 公交 \| 编号 \| 编号 \| 线路 \| 线路 \| 线路 \| 收费 \| 备注 \| \| ---- \| ----- \| ------------------------ \| ---- \| ---------- \| ----- \| ------------- \| \| \| 从5 \| 太平小学 \| ⇆ \| 从化图书馆 \| 2–3元 \| \| \| \| 从904 \| 地铁从化客运站（姓钟围） \| ⇆ \| 三百洞村委 \| 2元 \| \| \| \| 从夜1 \| 从化图书馆 \| ⇆ \| 太平小学 \| 3–4元 \| 从5路附属线路 \| |       |                          |      |            |       |               |
| 编号 | 编号  | 线路                     | 线路 | 线路       | 收费  | 备注          |
| | 从5   | 太平小学                 | ⇆    | 从化图书馆 | 2–3元 |               |
| | 从904 | 地铁从化客运站（姓钟围） | ⇆    | 三百洞村委 | 2元   |               |
| | 从夜1 | 从化图书馆               | ⇆    | 太平小学   | 3–4元 | 从5路附属线路 |

## 歷史
本站最早在2003年的地铁规划方案出现，為當時的新华线的其中一個車站。後來新華線分拆為來往花都區的9號線和來往從化區的14號線，本站成為14號線的車站之一。
本站在规划及建設時命名为邓村站。2018年3月，廣州地鐵集團向廣州市民政局地名委員會申報十四号线车站沿线站名，最終經公示確定以赤草站作為車站正式名稱。
2017年4月6日，本站封顶；同年7月27日，本站主体结构顺利通过验收。
車站於2018年10月30日移交三權至運營四中心。同年12月28日下午12时28分，随14號線一期開通而启用。